# Vajda Árpád
Vajda Árpád (Rimaszombat, 1896. május 2. – Budapest, 1967. október 25.) magyar sakkozó, nemzetközi sakkmester, kétszeres sakkolimpiai bajnok hivatalos olimpián és kétszer nyert aranyérmet nem hivatalos sakkolimpián, magyar bajnok, nemzetközi versenybíró, szakíró. A jog- és államtudományok doktora, rendőrkapitány, a Magyar Sakkszövetség vezetőségi tagja.

## Élete
Gimnáziumi tanulmányait Nyitrán, Zalaegerszegen és Budapesten végezte. Érettségi után rendőrségi díjnokként kezdett dolgozni és párhuzamosan jogot tanult. 1916 és 1918 között katona volt, azután ismét a rendőrségnél dolgozott. 1921-ben a Budapesti Tudományegyetemen avatták jog- és államtudományi doktorrá.
1927–35 közt a Budapesti Főkapitányságon, a Pesterzsébeti Kerületnél majd a VII. kerületi Kapitányságon fogalmazó, 1936-ban címzetes kapitány volt. 1937-ben a pestszenterzsébeti kerületi kapitányságra került, tényleges kapitányi ranggal, 1942–44 között ugyanott tanácsos, a kapitányság harmadik embere. Pesterzsébet történetének legeredményesebb sportolója.
A II. világháború után a rendőrség állományában maradt, ami nem volt kis dolog, hiszen alig néhány régi rendőrtisztet vettek át. Ő azonban nemcsak, hogy távol tartotta magát a korábbi politikai mozgalmaktól, hanem esetenként segítségére volt azoknak, akik erre rászorultak. Ezt méltányolták.
A sakkal 1967-ig, haláláig kapcsolatban maradt.
"A Csili Művelődési Központ Helytörténeti Klubjának egyik találkozóján nemrég felmerült, hogy az 1940-es évek híres sakkolimpiai bajnokáról, dr. Vajda Árpád rendőrkapitányról nevezzenek el utcát Pesterzsébeten. Juhász Lajosné alpolgármester kifejtette, hogy az önkormányzat nyitott a kezdeményezésre és várja a lakosság megkeresését ezzel kapcsolatban".

## Sakkpályafutása
Kilencéves volt, amikor Maróczy Géza sikerei nyomán megismerkedett a sakkal. Tízévesen már fejtette a napilapok rovataiban megjelenő feladványokat, 15 évesen már nyilvános sakkversenyen is indult.
Két alkalommal is megnyerte Budapest amatőr sakkbajnokságát (1919, 1921), az első budapesti Schlechter-emlékversenyt (1920), a londoni nemzetközi B-főtornát (1922). 1921-ben a bécsi vegyes mesterversenyen szerezte meg a mesteri címet.
1928-ban Havasi Kornél és Steiner Endre előtt megnyerte a magyar bajnokságot.
Az 1949-ben megrendezett Moszkva-Budapest sakkmérkőzés résztvevője. 1950-ben szerezte meg az új, egységes FIDE minősítési rendszer szerinti nemzetközi mesteri címet.
1954-től nemzetközi versenybíróként is tevékenykedett.

## Sakkszervezői, vezető tevékenysége
15 évesen, nyitrai gimnazistaként már a Magyar Sakkszövetség tagja volt, sőt az 1911-ben első ízben megalakuló Magyar Sakkszövetség kongresszusán is részt vett. 1913-ban költöztek Erzsébetfalvára, onnan kezdve a Budapesti Sakk-kör tagja volt. Diákként a könyvtár kezelője, később a kör vezetői közé tartozott, föloszlatása (1951) előtti utolsó elnöke.
1921-től az újjáalakult Magyar Sakkszövetség vezetőségében választmányi tag, később tanácstag. Csapatkapitány, FIDE delegátus is volt. A háború alatt visszavonult, majd utána 1945 és 1949 között a Magyar Dolgozók Országos Sakkszövetsége (MADOS) szövetségi kapitánya és társelnöke, 1949 után a Sakkszövetség elnöki tanácsának tagja volt.

## Olimpiai szereplései
Hat hivatalos olimpián 73 partit játszott magyar színekben és 41,5 pontot szerzett. Összesen 2 alkalommal nyert aranyérmet és 2 alkalommal ezüstérmet a magyar csapattal. Ezzel az olimpiai érmek számát tekintve Steiner Endrével és Havasi Kornéllal holtversenyben vezeti a képzeletbeli örökranglistát! Ha ehhez még hozzávesszük a három, 1924-es, 1926-os és az 1936-os nem hivatalos sakkolimpiákon szerzett két arany és egy ezüstérmét, akkor teljesítménye mindenképpen a legfényesebbek lapokra írja a nevét.
| Év   | Olimpia                           | Helyszín                         | Tábla | Győzelem | Vereség | Döntetlen | %    | Helyezés egyéni | Helyezés csapat |
| 1924 | Első nemhivatalos sakkolimpia     | Párizs ( Franciaország)          |       | 5        | 2       | 6         | 61.5 | 4               | Ezüstérem       |
| 1926 | Második nemhivatalos sakkolimpia  | Budapest ( Magyarország)         | 2     | 1        | 0       | 1         | 75   |                 | Aranyérem       |
| 1927 | 1. sakkolimpia                    | London ( Egyesült Királyság)     | 3     | 5        | 3       | 5         | 57.7 | 19              | Aranyérem       |
| 1928 | 2. sakkolimpia                    | Hága ( Hollandia)                | 3     | 6        | 1       | 9         | 65.6 | 9               | Aranyérem       |
| 1930 | 3. sakkolimpia                    | Hamburg ( Németország)           | 3     | 7        | 3       | 4         | 64.3 | 25              | Ezüstérem       |
| 1931 | 4. sakkolimpia                    | Prága ( Csehszlovákia)           | 3     | 4        | 4       | 7         | 50   | 12              | 10              |
| 1933 | 5. sakkolimpia                    | Folkestone ( Egyesült Királyság) | 3     | 4        | 3       | 4         | 54.5 | 8               | 5               |
| 1936 | Harmadik nemhivatalos sakkolimpia | München ( Németország)           | 7     | 5        | 0       | 10        | 66.7 |                 | Aranyérem       |
| 1937 | 7. sakkolimpia                    | Stockholm ( Svédország)          | 1t    | 0        | 2       | 2         | 25   |                 | Ezüstérem       |

Olimpiai eredményeinek emlékét a világon egyedülálló sakkolimpiai emlékmű is őrzi Pakson.

## Kiemelkedő versenyeredményei
Néhány kiemelkedő szereplése:
- 1. helyezés: London, B-főtorna (1922)
- 2. helyezés: Portsmouth, A-főtorna (1922)
- 2. helyezés: Budapest, Budai Sakkozó Társaság karácsonyi versenye (1923)
- 1. helyezés: Budapest, Angol–Magyar bank versenye (1924)
- 2. helyezés: Budapest, Budai Sakk Egylet versenye  (1924)
- 1-3. helyezés: Budapest, olimpiai előkészítő verseny (1924)
- 4-6. helyezés: Amatőr világbajnokság, Párizs (1924), (a későbbi világbajnok Max Euwével holtversenyben).[20]
- 3-5. helyezés: Kecskemét (1927) az előversenyen; az összesített eredmény szerint a 6. helyen végzett a nagyon erős mezőnyben, amelyet Aljechin nyert meg.[21]
- 1. helyezés: Budapest, nemzeti mesterverseny (magyar bajnokság) (1928)
- 5-6. helyezés: Siesta-verseny, Budapest (1928)
- 1-2. helyezés: Ramsgate, nemzetközi verseny (1929)
- 1. helyezés: Szolnok, vegyes mesterverseny (1932)
- 2. helyezés: Salgótarján. (1952)

## Játékereje
A Chessmetrics historikus pontszámításai szerint a legmagasabb Élő-pontszáma 2608 volt 1930. januárban, amellyel akkor 16. volt a világranglistán. A világranglistán ez volt a legelőkelőbb helyezése is, amelyet 1929 november és 1930 január között tartott. A legmagasabb egyénileg teljesített performance-értéke 2633 volt, amelyet 1929-ben a Budapesten rendezett nemzetközi versenyen ért el.

## Megjelent művei
- A prágai sakkolimpiász: beszámoló 44 játszmával, Magyar Sakkvilág, Kecskemét, 1932.
- Die Haager Turniere des Weltschachbundes (FIDE) 1928 : hundert ausgewählte Partien

1922 és 1950 között a Magyar Sakkvilág főmunkatársa, a Magyar Sakkélet 1951-1967 között számos tanulmányát közölte.

## Díjai, kitüntetései
- A Magyar Népköztársaság Érdemes Sportolója (1954)[22]
- Sport Érdemérem arany fokozata (1956)[23]